# Lawrence Guterman
Lawrence Guterman é um diretor de cinema canadense mais conhecido por seus trabalhos com empresas como DreamWorks, Warner Bros. e Universal.

## Filmografia
| Ano     | Título                             |
| 1990    | Headless                           |
| 1996    | Goosebumps: Escape from Horrorland |
| 1998    | Antz                               |
| 2001    | Cats & Dogs                        |
| 2005    | Son of the Mask                    |
| 2007-08 | Out of Jimmy's Head                |